# 85-mm-Panzerabwehrkanone D-48
Die 85-mm-Panzerabwehrkanone D-48 ist eine in der Sowjetunion 1948 entwickelte Panzerabwehrkanone. Sie dient vorrangig zum Kampf gegen gepanzerte bewegliche Ziele. Die russische Bezeichnung lautet 85-мм противотанковая пушка Д-48 und bedeutet 85-mm-Panzerabwehrkanone D-48, dabei steht der Buchstabe D für das Herstellerwerk und die Zahl 48 für die laufende Nummer der Entwicklung in diesem Werk. Der GAU-Index lautet 52-P-372 (52-П-372) bzw. 52-P-372N (52-П-372Н) für das Geschütz mit eingerüstetem Nachtsichtgerät. Das Geschütz entstand als Weiterentwicklung der 85-mm-Kanone D-44. Von 1953 bis 1958 wurden 819 Geschütze im Werk Nr. 9 (Uralmasch) hergestellt.

## Entwicklung
Im Werk Nr. 9 war unter Leitung von Fjodor Fjodorowitsch Petrow ab 1944 die 85-mm-Kanone D-44 entwickelt worden, die 1946 in die Bewaffnung der Sowjetarmee aufgenommen wurde. Das Geschütz war als Feldkanone konzipiert, eignete sich jedoch auch als Panzerabwehrkanone. Es stellte sich jedoch bald heraus, dass die Leistungen der D-44 zur Bekämpfung der nach dem Zweiten Weltkrieg entwickelten Panzer nicht ausreichen würden. Unter Leitung Petrows wurde daher im Werk Nr. 9 die Entwicklung einer speziellen Panzerabwehrkanone begonnen. Auf der D-44 aufbauend, flossen auch Elemente der 100-mm-Kanone BS-3 in die Entwicklung ein. Das Erprobungsmuster wurde im Dezember 1948 fertiggestellt, die Erprobung erfolgte anschließend im Jahr 1949. Nach Behebung der Probleme mit der Mündungsbremse wurde die D-48 ab April 1950 im Vergleich mit der vom Zentralen Wissenschaftlichen Forschungsinstitut 58 (ЦНИИ-58) unter Leitung von Wassili Gawrilowitsch Grabin entwickelten 85-mm-Panzerabwehrkanone S-6 (С-6) erprobt. Der Entwurf Grabins wurde im Ergebnis der Erprobung abgelehnt, die Serienproduktion der D-48 begann 1953 im Werk Nr. 9 nach dem Ende der Serienproduktion der D-44. Nach 50 Geschützen wurde die Produktion in das Werk Nr. 75 in Jurga (Юрга Кемеровскойя) verlegt.

## Konstruktion

### Geschütz

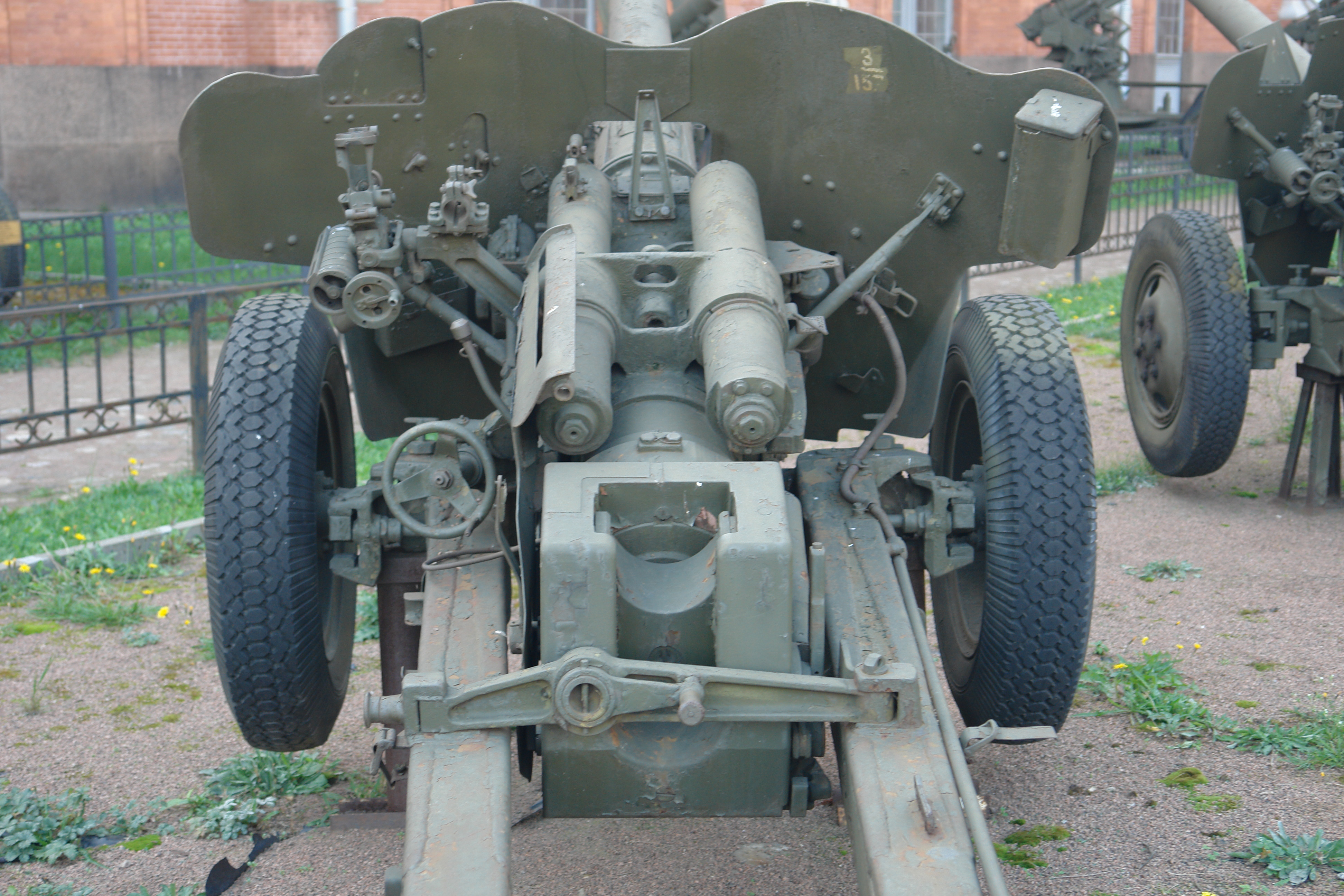
Bodenstück mit Ladeschale und Verschluss, Rohrbremse und Rohrvorholer liegen über dem Bodenstück

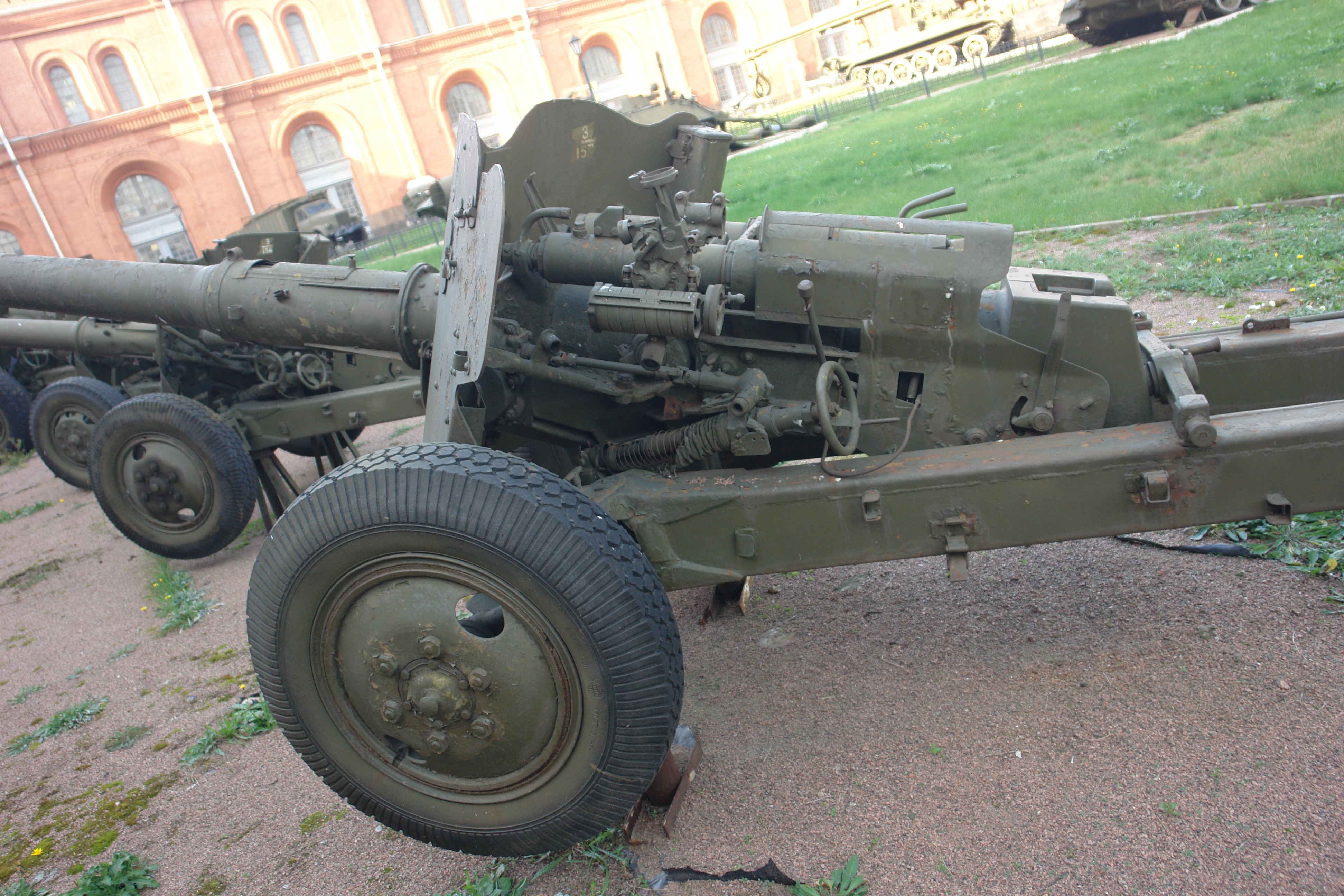
Richtantriebe

Die grundsätzliche Konstruktion wurde von der D-44 übernommen. Das einteilige Rohr hat jedoch eine Länge von 74 Kalibern und besitzt eine Vielloch-Mündungsbremse, die von der BS-3 übernommen wurde. Das verlängerte Rohr ergab eine im Vergleich zur D-44 deutlich gesteigerte Mündungsgeschwindigkeit. Als Verschluss kommt ein senkrecht laufender halbautomatischer Fallblockverschluss zum Einsatz, bei dem eine Feder das Öffnen des Verschlusses unterstützt. Die Konstruktion wurde von der BS-3 übernommen, was eine Kadenz von 15 Schuss pro Minute ermöglichte. Hinter dem Verschluss befindet sich die Ladeschale, in die die zu verschießenden Granatpatronen eingelegt werden. Die hydraulische Rohrbremse und der hydraulisch-pneumatische Rohrvorholer befinden sich auf Höhe des Bodenstücks unmittelbar über dem Rohr. Gerichtet wird die Waffe nach Höhe und Seite rein mechanisch, die Richtantriebe befinden sich links vom Verschluss.
Als Visier kam zunächst das OP2-77 (ОП2-77), später auch das OP4-77 (ОП44-77) zum Einsatz. Für das Schießen im indirekten Richten wurde das Zielgerät S71-77 (С71-77) mit dem Rundblickfernrohr PG-1M (ПГ-1M) und dem Kollimator K-1 (K-1) genutzt.

### Lafette

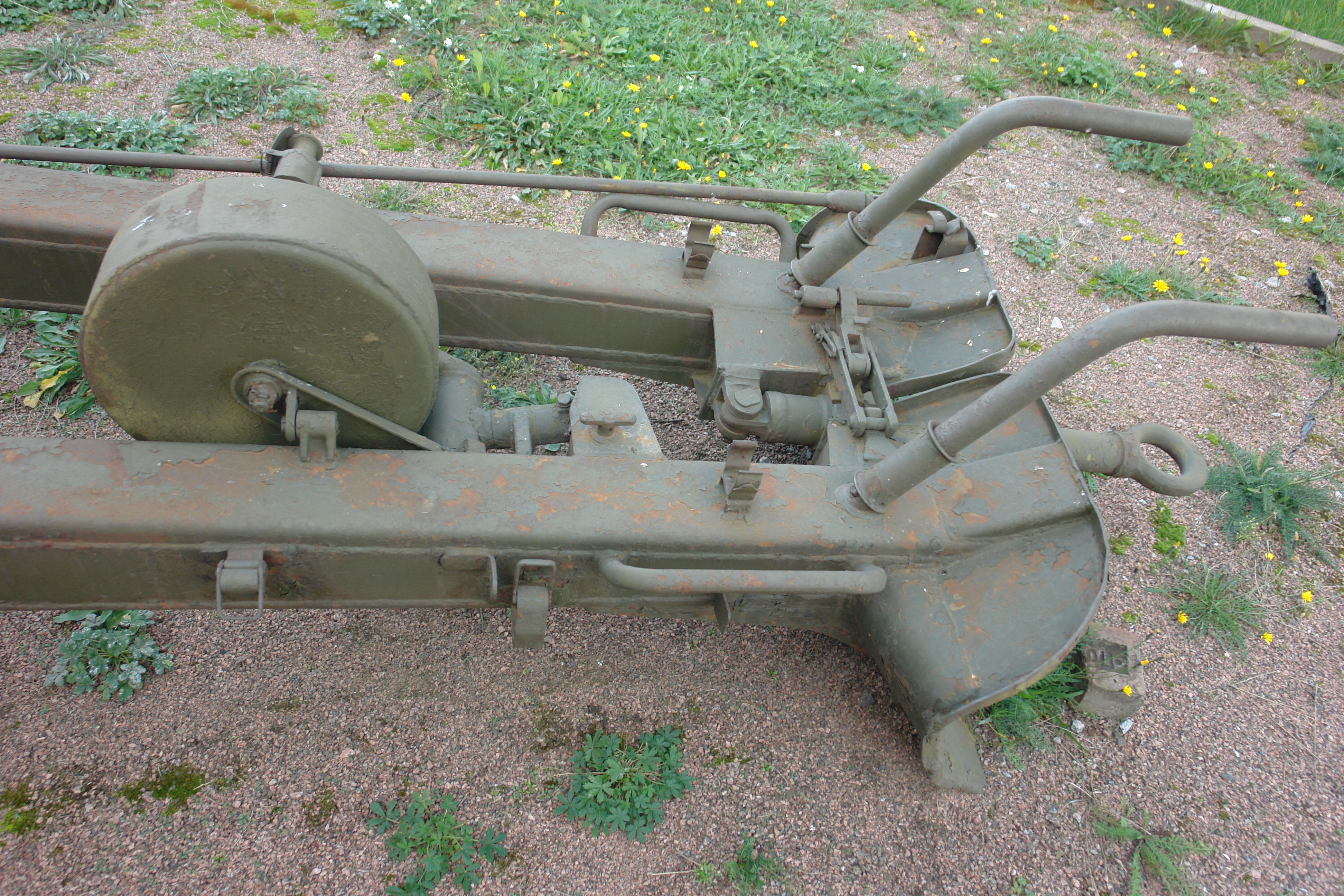
Holme mit Erdspornen und Verriegelung

Bei der Spreizlafette handelt es sich um eine Konstruktion mit geschweißten Kastenholmen. Beide Holme sind mit je einem Erdsporn versehen. Für den Marsch werden die Holme zusammengeklappt und verriegelt, die Verriegelung nimmt ebenfalls die Öse für das Zugfahrzeug auf. Zum leichteren Manövrieren ohne Zugfahrzeug ist am linken Holm ein abklappbares Laufrad abgebracht. Die Besatzung wird durch einen Schild gegen Schützenmunition und Splitter geschützt.
In Marschlage ist das Geschütz 9.195 mm lang, 1.780 mm breit und 1.475 mm hoch. Die Feuerlinie liegt 830 mm über dem Erdboden. Die Räder wurden vom ZIS-5 übernommen. Als Zugmittel wurden Lkw Ural-375D bzw. ZIL-131 eingesetzt, im schweren Gelände auch Kettenzugmittel AT-P. Auf der Straße erlaubte die Lafettenkonstruktion eine Marschgeschwindigkeit von 60 km/h.

### Munition
Verschossen wird patronierte Munition. Verfügbar waren Splittersprenggranaten OF-372 (ОФ-372), Unterkalibergranaten BR-372 (Бр-372) sowie flügelstabilisierte Hohlladungsgranten SBK-7 (3BK-7). Mit den Unterkalibergranaten BR-372, die eine Mündungsgeschwindigkeit von 1.040 m/s erreicht, können 185 mm Panzerung auf eine Entfernung von 1000 m bei einem Auftreffwinkel von 90° durchschlagen werden, mit der SBK-7 192 mm auf eine Entfernung von 1000 m bei einem Auftreffwinkel von 60°. Die Splittersprenggranate O-365K wiegt 9,66 kg. Im direkten Richten liegt ihre effektive Reichweite bei 1.200 m, im indirekten Richten bei 18.970 m. Die Munition für die D-48 wurde neu entwickelt. Dies war notwendig, weil im Kaliber 85 mm keine panzerbrechenden Granaten zur Verfügung standen, die die erforderliche Mündungsgeschwindigkeit und Durchschlagsleistung erreichten. Im Prinzip handelt es sich um 100-mm-Munition, deren Kaliber verringert wurde.

## Varianten

### D-48
Die D-48 ist die ursprünglich entwickelte Variante.

### SD-48
Bei der SD-48 (85-мм самодвижущаяся противотанковая СД-48, selbstfahrende 85-mm-Panzerabwehrkanone SD-48) handelt es sich um die selbstfahrende Ausführung der Kanone. Angetrieben wurde das Geschütz durch einen auf dem linken Holm (in Schussrichtung) platzierten Motor. Dabei wurde der aus dem Motorrad M-72 bekannte 2-Zylinder-Viertakt-Boxermotor mit einem Hubraum von 746 cm³ und einer Höchstleistung von 22 PS verwendet. Die von der SD-44 bekannte Konstruktion erwies sich jedoch als zu leistungsschwach. Das Geschütz wurde 1954 erprobt, jedoch nicht in Serie produziert.

### SD-66
Bei der SD-66 (СД-66) handelt es sich um eine 1957 entwickelte Selbstfahrlafette. Als Fahrgestell wurde ein Lkw GAZ-63 verwendet. Die Kanone befand sich in einem um 360° drehbaren gepanzerten Turm. Das System wurde erprobt, konnte jedoch nicht befriedigen. Fahrgestell und Motor wurden übermäßig belastet. Außerdem wurde bemängelt, dass ein Schießen in Marschlage mit nach vorn zeigender Kanone nicht möglich war. Diese Forderung wurde nicht umgesetzt, da sie die Höhe des Fahrzeuges übermäßig vergrößert hätte.

### Typ 60
Der Typ 60 ist die in China gefertigte Ausführung der Waffe.

## Technische Daten
| 85-mm-Panzerabwehrkanone D-48    | |
| Allgemeine Eigenschaften         | |
| Klassifikation                   | Panzerabwehrkanone                                                                                 |
| Chefkonstrukteur                 | Fjodor Fjodorowitsch Petrow                                                                        |
| Bezeichnung des Herstellers      | D-48                                                                                               |
| Hersteller                       | Sawod Nr. 9 (Werk Nr. 9, russ. Завод № 9) in Swerdlowsk, Sawod Nr. 75 in Jurga (Юрга Кемеровскойя) |
| Gewicht in Feuerstellung         | 2.350 kg                                                                                           |
| Gewicht in Fahrstellung          | 2.400 kg                                                                                           |
| Mannschaft                       | 6 Mann                                                                                             |
| Baujahre                         | 1953–1958                                                                                          |
| Stückzahl                        | 819                                                                                                |
| Rohr                             | |
| Kaliber                          | 85 mm                                                                                              |
| Rohrlänge                        | L/74                                                                                               |
| Feuerdaten                       | |
| Höhenrichtbereich                | −6° bis +35°                                                                                       |
| Seitenrichtbereich               | 54°                                                                                                |
| Höchstschussweite                | 18.970 m                                                                                           |
| Höchstmündungsgeschwindigkeit    | 1.040 m/s                                                                                          |
| Feuerrate                        | 15 Schuss/min                                                                                      |
| Beweglichkeit                    | |
| Höchstgeschwindigkeit im Schlepp | 60 km/h                                                                                            |

## Einsatz
Die D-48 wurde in den mot.-Schützen-Bataillonen der Sowjetarmee als Panzerabwehrkanone eingesetzt, fand jedoch keine große Verbreitung. Sie wurde nach Afghanistan, Bulgarien, den Kongo, Indien, die Demokratische Volksrepublik Korea, die Mongolische Volksrepublik, Mosambik, Rumänien, Somalia, Sudan und Vietnam exportiert. Andere Streitkräfte, wie beispielsweise die Nationale Volksarmee, beschafften die D-48 nicht und setzten die D-44 auch als Panzerabwehrkanone ein, zumal mit der 100-mm-Panzerabwehrkanone T-12 ab Beginn der 1960er-Jahre ein leistungsfähigeres Geschütz zur Verfügung stand.